# Буково (Смолянская область)
Буково (болг. Буково) — село в Болгарии. Находится в Смолянской области, входит в общину Мадан. Население составляет 272 человека.

## Политическая ситуация
В местном кметстве Буково, в состав которого входит Буково, должность кмета (старосты) исполняет Карамфил Руменов Пашов (Болгарская социалистическая партия (БСП)) по результатам выборов.
Кмет (мэр) общины Мадан — Атанас Александров Иванов (Болгарская социалистическая партия (БСП))по результатам выборов.